# Ali Dia
Aly Dia, mais conhecido como Ali Dia (Dakar, 20 de agosto de 1965) é um ex-futebolista amador senegalês, que tornou-se notório por um hoax feito sobre o famoso técnico britânico Graeme Souness, do Southampton, conseguindo, assim, jogar 53 minutos de uma partida da tradicional Premier League.

## Carreira
Ali Dia começou sua carreira futebolística no futebol francês em 1988. Passou sem sucesso por inúmeras equipes semi-profissionais da França até chegar à Inglaterra, em 1996, para jogar em uma equipe amadora chamada Blyth Spartans AFC. Em meados de 1996, um fato curioso aconteceu, e o fez entrar para os anais da história.
A temporada 1996-97 já estava caminhando para o seu quarto mês. A janela de transferências já havia sido fechada. Graças às várias lesões no elenco, o Southampton, treinado por Graeme Souness, estava necessitando urgentemente de um atacante. Foi quando seu telefone tocou. Do outro lado da linha estava ninguém menos que o liberiano George Weah, que havia conquistado no ano anterior a Bola de Ouro e o Prêmio FIFA de melhor jogador do mundo. Weah informou que estava ligando pois sabia que o clube estava a procura de um atacante, e por isso recomendou um primo seu, de 22 anos, que havia acabado de rescindir contrato com o PSG e que era frequentemente convocado para a Seleção Senegalesa. Sem pensar 2 vezes, Souness aceitou dar um contrato de um mês ao recomendado Ali Dia.
Alguns dias depois, o senegalês de 30 anos apareceu nos treinamentos. Poucos dias depois, mesmo sem causar nenhuma boa impressão nos treinamentos, ele foi escalado para atuar contra o Arsenal em um amistoso envolvendo times reservas. Seria a chance de Souness observar seu recém contratado, mas, devido a uma tempestade, o jogo foi cancelado.
Sem atacantes disponíveis no elenco, o treinador decidiu relacionar o senegalês para o banco da partida contra o Leeds United. No dia 23 de novembro de 1996, no Elland Road, casa do Leeds, decorria o primeiro tempo da partida, quando, aos 32 minutos, o astro do Southampton, Matthew Le Tissier, se lesionou. Souness entendeu que era o momento propício para lançar sua nova estrela. Com a camisa 33, entrava em campo o desconhecido Ali Dia. Sua atuação em campo, como era de se esperar, foi tenebrosa. Por conta disso, aos 40 do segundo tempo, ele foi substituído por Ken Monkou.
Após a partida, Graeme Souness foi cobrar explicações de Weah. A estrela mundial se assustou. Não tinha ideia sobre o que o treinador do Southampton estava falando, nunca o havia telefonado e muito menos sabia quem era Ali Dia.
Dias depois, foi descoberto que o africano tinha 31 anos, e não 22, como o falso "George Weah" havia dito a Souness, e que era um mero estudante de economia. O suposto Weah nada mais era que um colega de Ali Dia na Universidade de Northumbria, onde estudava. Após o episódio, Ali Dia ainda atuou em 2 equipes amadoras da Inglaterra e se formou em administração, em 2001, 4 anos após encerrar sua carreira.

## Status de lenda
Por conta do episódio, ele acabou ganhando o status de "lenda" na Inglaterra, e passou a ser presença obrigatória em listas das piores transferências e dos piores jogadores já vistos.
O jornal The Times quanto pelo tabloide The Sun, o consideraram o "nº1 da lista de piores jogadores da história do Inglês", e pelo Daily Mail como o "4º pior atacante de todos os tempos do Inglês".